# Ectropis pauliani
Ectropis pauliani là một loài bướm đêm trong họ Geometridae.